# Euploea rogenhoferi
Euploea rogenhoferi är en fjärilsart som beskrevs av Felder 1865. Euploea rogenhoferi ingår i släktet Euploea och familjen praktfjärilar. Inga underarter finns listade i Catalogue of Life.